# Office central de lutte contre le crime organisé
 (novembre 2008).
L’Office central de lutte contre le crime organisé (OCLCO) est un service de la direction centrale de la Police judiciaire française, chargé notamment de la lutte contre le grand banditisme. Ce service a succédé en mai 2006 à l’Office central pour la répression du banditisme (OCRB).

## Histoire

### L'Office central pour la répression du banditisme
En 1948, au sein de la Sûreté nationale, le commissaire Charles Chenevier a organisé et dirigé un groupe appelé Brigade de répression du banditisme (BRB) qui comprenait le commissaire Gillard, l'inspecteur Leclerc, l'inspecteur Hours et l'inspecteur Roger Borniche.
L'Office central pour la répression du banditisme (OCRB) a été créé par le décret no 73-952 du 11 octobre 1973. Au sein du ministère de l'Intérieur, il était rattaché à la direction centrale de la Police judiciaire .

#### Missions
L’OCRB était chargé de la lutte contre le grand banditisme. 
Son champ d’action recouvrait les domaines suivants :
- les associations de malfaiteurs ;
- les vols qualifiés commis avec port d’armes, usage d’explosifs ou violences ;
- les extorsions de fonds, de signatures ou de titres ;
- les enlèvements de personnes ;
- les évasions violentes.

Dans son domaine de compétence, il animait et coordonnait l’action des brigades de recherche et d’intervention (BRI) mises en place dans certains services régionaux de police judiciaire et poursuivait également ses propres enquêtes au niveau national. 
Il mettait à disposition d’autres services des groupes spécialisés en matière de :
- rapprochement analogique des modes opératoires ;
- téléphonie cellulaire avec exploitation en temps réel de données.

Enfin, dans un but préventif, il exerçait un rôle d’expertise analytique des vols à main armée, en partenariat avec plusieurs secteurs d’activité économique (réseaux bancaires, transports de fonds, de fret, bijouterie, grande distribution…).
L'OCRB a été dissous par le décret no 2006-518 du 6 mai 2006, portant création d'un Office central de lutte contre le crime organisé (OCLCO).

#### Affaires célèbres
Ce service était considéré comme l'antigang national. Cet office avait ainsi eu à traquer de nombreux malfaiteurs et célèbres criminels. Jacques Mesrine et François Besse, évadés le 8 mai 1978 de la maison d'arrêt de la Santé ont été de ceux-là.
Aujourd'hui encore, l'épilogue de l'« ennemi public numéro 1 » Jacques Mesrine reste un sujet d'actualité et de controverse.
Parmi les dossiers importants traités par l'OCRB, on note l'affaire Mesrine alors que l'office était dirigé par Lucien Aimé-Blanc, les arrestations de Joseph Menconi et d'Antonio Ferrara qui s'évada de façon spectaculaire de la prison de la Santé et fut rapidement repris par les équipes du commissaire divisionnaire Hervé Lafranque.
Frédéric Ploquin, dans ses ouvrages Parrains et Caïds et Ils se sont fait la belle, s'est largement fait écho des actions menées par l'OCRB contre le grand banditisme.

#### Chefs
- d'octobre 1973 à décembre 1975 : Joseph le Bruchec
- de décembre 1976 au 2 février 1981 : Lucien Aimé-Blanc
- de février 1981 au 21 février 1982 : Charles Pellegrini
- de février 1982 au 18 juillet 1983 : Georges Moréas
- de juillet 1983 au 2 mai 1986 : Georges Nicolaï
- de mai 1986 au 18 mai 1987 : Gérard Girel
- de mai 1987 au 1er juillet 1993 : Paul Leray
- de juillet 1993 à décembre 1999 : Jean-Gustave Paulmier
- de décembre 1999 à septembre 2006 : Hervé Lafranque
- 2006 - 2010 : Philippe Veroni
- 2010 - 2014 : Franck Douchy
- 2014 - 2019 : Frédéric Doidy
- Depuis 2019 : Yann Sourisseau

### L'Office central de lutte contre le crime organisé
L'OCLCO, créé en 2006, est né d'une fusion entre l'OCRB, l'Office central des personnes recherchées ou en fuite (OCPRF), et l'Office central de répression des trafics d'armes, d'explosifs et de matières sensibles (OCRTAEMS). 
Cet office, qui comptait en 2007 entre 130 et 140 hommes, comprend notamment : la Brigade nationale de répression du banditisme et des trafics (BNRBT), la Brigade nationale de recherche des fugitifs (BNRF), et la Brigade de recherche et d'intervention criminelle nationale (BRI-N). 
L'OCLCO est rattaché à la sous-direction de la lutte contre la criminalité organisée (SDLCO) de la direction centrale de la Police judiciaire (DCPJ).